# 永田浩三
永田 浩三（ながた こうぞう、1954年11月25日 - ）は、日本の社会学者、ジャーナリスト。前武蔵大学社会学部教授。大阪府出身。

## 来歴
1977年にNHK入局後、主にドキュメンタリー、教養・情報番組に携わる。1983年、『おじいちゃんハーモニカを吹いて』で芸術祭賞・放送文化基金賞。ディレクターとして、「ぐるっと海道３万キロ」(アジア太平洋放送連合賞)、「ドキュメンタリー'89」「NHKスペシャル」等を担当。プロデューサーとして、「クローズアップ現代」「NHKスペシャル」「ETV2001」等を制作。ギャラクシー賞・農業ジャーナリスト賞など多数受賞。
母は、広島原爆投下の爆心から800メートルの場所で被爆。被爆2世として、東京都立第五福竜丸展示館や、高木仁三郎の脱原発の活動に共鳴したため関連した番組も多い。
NHKでは、工藤敏樹の評伝や、伝説のカメラマン・新沼隆朗の生前の業績を共同でまとめるなど、テレビマンの記録作成に熱心であった。工藤敏樹については、さまざまな場で語るようになる。また、退職するまでNHKの若手ディレクターのための番組制作マニュアルを編集、人材育成にも尽力し続けた。
2001年、『ETV2001』のシリーズ「戦争をどう裁くか」のNHK側の統括プロデューサーを担当。NHK番組改変問題が起きて、東京高裁で原告側の証言者となってからは、番組制作の職場離れることとなった。ジャーナリストの魚住昭は、永田や同じく番組に深く関与した長井暁を高く評価した。
2002年、国谷裕子キャスターらとともに『クローズアップ現代』で菊池寛賞を共同受賞。
テレビラジオ局、新聞などとの関わりは深く、練馬区を拠点に、市民や学生たちと取材・制作した番組を、さまざまな映像祭やケーブルテレビなどで発表している。また、精神保健福祉士として、自殺対策や認知症患者とともに生きる社会の実現のための活動に力を入れている。2009年に共同で制作した、「テレビみつがしわ」『私は風船爆弾を作っていた・小岩昌子の戦後64年』は、地方の時代映像祭で奨励賞を受賞した。同年、NHKを退職。
2011年7月、NHKを離れて初めて番組制作に関わる。ETV特集『核をめぐる対話　―大江健三郎・大石又七―』は、ギャラクシー月間賞を受けた。東日本大震災以降は、被災地の人々や市民メディアとの交流を深め、公開講座や出版などに取り組んでいる。2013年、大阪朝鮮高級学校ラグビー部のドキュメンタリー映画『60万回のトライ』を岡本有佳（「表現の不自由展・その後」実行委員）とともにプロデュースする。現在、江古田映画祭実行委員会代表。中国に残された元日本軍「慰安婦」を撮る写真家安世鴻の写真展を、練馬区の市民活動家とともに２回とも開かせた。また、永田の母と同郷のヒロシマの画家・ガタロの絵画展にも、空前の観客を動員した。広島原爆を描いた漫画『はだしのゲン』を学校図書館から追放しようという動きに対して、阻止するための市民の運動の先頭に立ち、成果を上げ続けている。2015年1月、武蔵大学正門前のギャラリー古藤で、『表現の不自由展』を実行委員会共同代表として企画・実施して約2700人の観客を集めた。
ISILによる日本人拘束事件で殺害されたフリージャーナリストの後藤健二とは、ETV2000『シエラレオネ内戦　断ち切られた家族』以来の仕事仲間だったため後藤の死後、新聞・雑誌に追悼コメントを発表した。
日本による対韓輸出優遇撤廃に反対する、＜声明＞「韓国は「敵」なのか」呼びかけ人の1人。この他にも日本に生きる在日朝鮮人の生き様を追う番組を数多く作成している。

## 略歴
- 1954年11月 大阪府大阪市住吉区生まれ。実家は藤永田造船所であった[9]。
- 1973年3月 大阪府立住吉高等学校卒業
- 1973年4月 東北大学教育学部入学
- 1977年3月 東北大学教育学部教育心理学科卒業
- 1977年4月 NHK（日本放送協会）入局
- 1977年5月 NHK京都放送局放送部ディレクター
- 1981年7月 NHK放送センター番組制作局ディレクター
- 1990年5月 NHK放送センター番組制作局プロデューサー
- 2006年 衛星ハイビジョン編集長[2]
- 2007年5月 NHKアーカイブス・エグゼクティブ・ディレクター。NHKの過去の名作・話題作を発掘。市民への上映会や、展覧会を積極的に行い、アーカイブスの存在を世の中に知らしめる。
- 2009年3月 NHKを早期退職
- 2009年4月 精神保健福祉士資格取得
- 2009年4月 武蔵大学社会学部メディア社会学科教授[2]
- 2025年3月 武蔵大学社会学部メディア社会学科教授を退任[10]

## 主な担当番組
- ドキュメンタリー'89
  - 「ビキニ・消されざる記憶」
- NHK特集
  - 「どんなご縁で 〜ある老作家夫婦の愛と死〜」
- ぐるっと海道3万キロ
  - 「父さんがケセン語」
  - 「謎の漂民文書」
  - 「北の海洋王国」
- ドキュメント人間列島
  - 「人情デロレン節」
- 日本その心とかたち
- NHKスペシャル
  - 「又七の海 〜死の灰を浴びた男の38年〜」
  - 「社会主義の20世紀」
  - 「雨の神宮外苑 〜学徒出陣・56年目の証言〜」[11]
  - 「知っていますか 子供たちの食卓」
  - 「愛する命を送るとき 〜ある夫婦のホスピス絵日記〜」
  - 「脳死 第2部 討論・生と死の選択」
  - 「いのちの法話 〜瀬戸内寂聴の語る生と死〜」
  - 「ある課長の自殺」
  - 「父と子の対話 元ナチス党員家族の50年」
  - 「段々畑の歳月 〜秩父・太田部耕地の40年〜」
  - 「亡命イラク人たちの戦争」
- クローズアップ現代
- ETV2001
- NHK人間講座
  - 「宮本常一が見た日本」
  - 「漱石先生の手紙」
- ナイトジャーナル
- にっぽん水紀行
  - 「宇宙の便りがとどく川」
- にっぽん仕事全集 働くひとのメッセージ
- おはよう広場
  - 「どこまでホント?血液型人間学」
- 女性器の名前
- いのちを奏でる家
- がんサポートキャンペーン
- にんげん広場21 いのち
- プライム10
  - 「上野こころ医者日記」
- 高円寺ふたり書房 出久根達郎の世界

## 著書

### 単著
- 『奄美の奇跡』（WAVE出版　2015年）
- 『ベン・シャーンを追いかけて』大月書店、2014年10月30日。ISBN 978-4-272-61230-7。
- 『NHKと政治権力　―番組改変事件当事者の証言―』（岩波現代文庫、2014年）
- 『暴かれた真実』（現代書館、2010年）
- 『NHK、鉄の沈黙はだれのために』柏書房、2010年7月25日。ISBN 978-4-7601-3841-8。
- 『ETV改変事件八年目の真実』（「放送レポート」、メディア総合研究所、222号、 2010年）
- 『NHK番組改変事件』（かもがわ出版、2010年）
- 『またふたたびの生きがい』（「世界」4月号、岩波書店、2008年）

### 共著
- 『いつだって一期一会（テイク・ワン）　―テレビカメラマン新沼隆朗―』（共著、武蔵野書房、2000年）
- 『クローズアップ現代2002』（共著、NHK出版、2002年）
- 『戦争の教室』（共著、月曜社、2014年）
- 『NHKが危ない！』（共著、あけび書房、2014年）
- 『テレビはなぜおかしくなったのか』（共著、高文研、2013年）
- 『句集・随想 無精髭』（共編著、武蔵野書房、2011年）
- 『いいがかり』（共著　七つ森書館　2015年）
- 永田浩三、斉加尚代、西岡研介、川端幹人、立岩陽一郎、望月衣塑子、香山リカほか 著、永田浩三 編『フェイクと憎悪―歪むメディアと民主主義』大月書店、2018年6月15日。ISBN 978-4272330942。

## 出演
- ビデオニュース・ドットコム（2014年2月1日）
- デモクラシータイムス（YouTube、不定期）